# Olho-de-coruja
A olho-de-coruja (Caligo eurilochus brasiliensis Felder, 1826) é a maior borboleta do Brasil, pois pode chegar a 18 cm de envergadura. Ela tem hábitos crepusculares e matutinos. Durante quase todo o dia, principalmente nas horas quentes, fica pousada na mata no tronco de árvores ou de uma bananeira. O indivíduo adulto alimenta-se de frutas em decomposição, fezes de animais, néctar de flores e sais do suor humano. Mesmo assim há espécies, deste genero, que não se alimentam na fase adulta vivendo apenas com as reservas que acumularam no tempo como lagarta. Existem cerca de 20 espécies no gênero Caligo. O indivíduo adulto pode viver por até 90 dias. Da eclosão do ovo até a completa metamorfose são cerca de 105 dias. Seus maiores inimigos são o homem, com o uso de inseticidas em plantações de banana, e vespas da família Trichogrammatidae. Esta vespas são pequenas e algumas chegam a ser os menores insetos existentes, a maioria das espécies tem menos de 1mm, são cerca de 80 gêneros espalhados pelo mundo. É uma espécie de borboleta que pode ser encontrada no borboletário carioca do Jardim das Borboletas.